# Yoshinobu Kanemaru
Yoshinobu Kanemaru (金丸義信?, Kanemaru Yoshinobu; Kōfu, 23 settembre 1976) è un wrestler giapponese freelancer, che lavora per la New Japan Pro-Wrestling.
Un affermato peso leggero, dopo un inizio anonimo in All Japan Pro Wrestling, negli anni 2000 Kanemaru si è fatto un nome con la NOAH, dove detiene il record per il maggior numero di GHC Junior Heavyweight Championship vinti, sette. Si è inoltre distinto nella categoria tag team, vincendo quattro GHC Junior Heavyweight Tag Team Championship.

## Personaggio
- Mosse finali
  - Brainbuster
  - Deep Impact (Diving DDT)
  - Moonsault
  - Touch Out (Twisting Brainbuster)

- Soprannomi
  - "Jigen Bakudan" ("Bomba a tempo" in giapponese)
  - "Heel Master"

## Titoli e riconoscimenti
- All Japan Pro Wrestling
  - All Asia Tag Team Championship (2) – con Jun Akiyama (1) e Último Dragón (1)
  - World Junior Heavyweight Championship (1)
  - Asunaro Cup (2000)
  - January 3 Korakuen Hall Junior Heavyweight Battle Royal (1999)
- New Japan Pro-Wrestling
  - IWGP Junior Heavyweight Tag Team Championship (6) – con El Desperado (4), Taichi (1) e Tsuyoshi Kikuchi (1)
- Pro Wrestling Illustrated
  - 161º tra i 500 migliori wrestler singoli nella PWI 500 (2013)
- Pro Wrestling Noah
  - GHC Junior Heavyweight Championship (7)
  - GHC Junior Heavyweight Tag Team Championship (4) – con Kenta (1), Kotaro Suzuki (1) e Takashi Sugiura (2)
  - Junior Heavyweight League (2009)
  - Nippon TV Cup Jr. Heavyweight Tag League (2009) – con Kotaro Suzuki
  - One Night Junior Heavyweight Six Man Tag Team Tournament (2003) – con Makoto Hashi e Takashi Sugiura
  - One Night Tag Tournament Winner (2001) – con Kentaro Shiga
  - One Day Jr. Heavyweight Six Man Tag Tournament (2008) – con Genba Hirayanagi e Kotaro Suzuki
- Taka & Taichi Box Office
  - Super J-Cup Qualifying League (2016)
- Tokyo Sports
  - Newcomer Award (1998)
- Westside Xtreme Wrestling
  - Trios Tournament (2006) – con Doug Williams e Takashi Sugiura
- World Entertainment Wrestling
  - WEW World Tag Team Championship (1) – con Masao Inoue
- Xtreme Wrestling Entertainment
  - XWE Cruiserweight Championship (1)